# Mongol
Cet article concerne la langue mongole khalkha, officielle en Mongolie. Pour les articles homonymes, voir Mongol (homonymie). Pour le peuple khalkha, voir Khalkhas.
Le mongol (en mongol : ᠮᠣᠩᠭᠣᠯ
ᠬᠡᠯᠡ, API Khalkha : [ˈmɔɴɢɞ̆ɬ xiɬ], cyrillique : Монгол хэл, MNS : Mongol khel ; lit. « langue mongole ») est une langue appartenant au groupe des langues mongoliques, qui fait lui-même partie de la famille controversée des langues altaïques. Il est parlé dans différents pays, dont la Mongolie, pays dont son dialecte khalkha (ou en cyrillique халх) en est la langue officielle, puisqu'elle était parlée à l'origine par les Khalkhas, peuple mongol s'étant formé autour de la rivière Khalkha (également appelé Khalkhiin gol, Халхын гол). Le khalkha vernaculaire est le dialecte mongol sur lequel s'appuie la norme littéraire du mongol en Mongolie, mais il existe également d'autres dialectes mongols.
Le mongol est également parlé en Chine (notamment en Mongolie-Intérieure, Dongbei, Hebei, Gansu et Ningxia par 3,38 millions de personnes dont 2,5 millions ne parlent que cette langue). Ce mongol de Mongolie-Intérieure repose sur des bases dialectales quelque peu différentes de celui de Mongolie ; sa norme littéraire s'appuie sur le dialecte tchakhar.
Il existe par ailleurs d'autres langues mongoles comme l'oïrate (ou kalmouk), parlé en République de Kalmoukie (fédération de Russie), ainsi que dans le Xinjiang et le Qinghai, en Chine, ou encore le bouriate, parlé en Bouriatie, également en fédération de Russie).
Le mongol moderne s'écrit à la fois dans l'alphabet mongol traditionnel dit mongol bitchig et dans l'alphabet cyrillique mongol.
Il existe également des langues mixtes, comme le Monguor, parlé dans la province du Qinghai en Chine, ou le hazara, langue persane comportant un important vocabulaire mongolique et turcique parlée en Afghanistan, par une population partiellement mongole.
Le nombre total de locuteurs du mongol est estimé à plus de 6 millions.

## Typologie
Le mongol est une langue dont l'ordre canonique de la phrase sujet-objet-verbe (SOV). C'est une langue agglutinante utilisant presque exclusivement des suffixes.

## Morphologie
Le mongol a un système de déclinaison avec huit cas.
| Cas           | Suffixe                           | Exemple       |
| ------------- | --------------------------------- | ------------- |
| Nominatif     | –                                 | ном nom       |
| Accusatif     | -g/ig                             | номиг nomig   |
| Génitif       | -n/in                             | номин nomin   |
| Datif/Locatif | -d                                | номд nomd     |
| Ablatif       | voyelle longue + -s               | номоос nomoos |
| Instrumental  | voyelle longue + -r               | номоор nomoor |
| Comitatif     | -t*i (remplacer * par la voyelle) | номтой nomtoi |

## Systèmes d'écriture du mongol

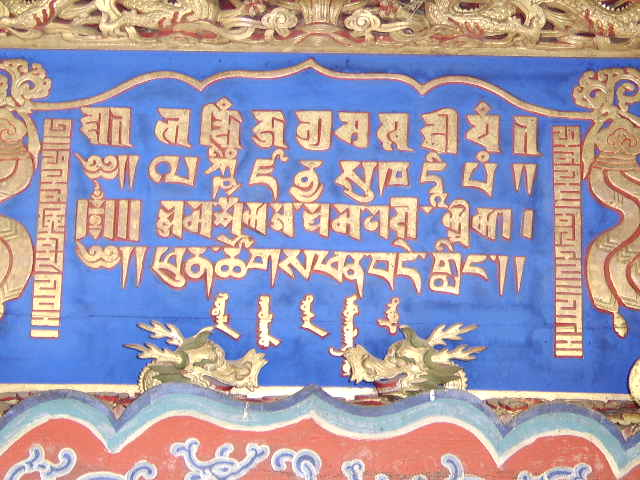
Assortiment d'écritures utilisées pour le mongol

Différentes écritures ont été créées spécifiquement pour transcrire les langues mongoles, à partir du XIIIe siècle sous l'impulsion de Gengis Khan et d'autres khagans mongols :
- alphabet traditionnel mongol ou mongol bitchig ;
- écriture phagpa ;
- todo bitchig ;
- soyombo.

D'autres écritures préexistantes ont également été utilisées, telles que les caractères chinois, l'alphasyllabaire tibétain, l'alphabet latin ou l'alphabet cyrillique.
L'alphabet latin a été utilisé dès le XIVe siècle et jusqu'en 1931[réf. nécessaire]. L'alphabet mongol cyrillique, semblable à l'alphabet cyrillique russe augmenté des deux caractères Ө et Ү, fut introduit dès 1937 sous l'influence des Soviétiques, et devint la forme d'écriture officielle de 1941 à 1990 en Mongolie-Extérieure. Il est encore très utilisé de nos jours en Mongolie ainsi qu'au Touva. Selon le linguiste Jacques Leclerc, l'alphabet cyrillique risque même de supplanter définitivement l'écriture traditionnelle en Mongolie. Il semble cependant qu'il y ait un retour à l'écriture traditionnelle en Mongolie sous l'impulsion du gouvernement. En Mongolie-Intérieure, l'alphabet traditionnel mongol est la principale écriture en usage, aux côtés des caractères chinois utilisés pour écrire le mandarin.